# Moina flexuosa
Moina flexuosa är en kräftdjursart som beskrevs av Sars 1897. Moina flexuosa ingår i släktet Moina och familjen Moinidae. Inga underarter finns listade i Catalogue of Life.